# Centrul Cultural „Georges-Pompidou”
Centrul Național de Artă și Cultură Georges-Pompidou, cunoscut mai ales sub denumirea de Centrul Cultural „Georges-Pompidou”, Centrul Pompidou sau Centrul Beaubourg, este o instituție policulturală situată în cartierul Beaubourg, în arondismentul 4 din Paris, pe malul drept al Senei, între cartierele Halelor și Marais.
Centrul deschis publicului în prezența președintelui Valéry Giscard d'Estaing, la 31 ianuarie 1977, a apărut la cererea lui Georges Pompidou, președinte al Franței, de a se crea, în inima Parisului, o instituție culturală originală, în întregime dedicată creației moderne și contemporane, în care artele plastice se învecinează cu cărțile, designul, muzica și cinematograful.
În 2006, Centrul Pompidou primea 6,6 milioane de vizitatori pe an, ceea ce îl situa pe locul al treilea între cele mai vizitate instituții din Franța, după Luvru și Turnul Eiffel. Centrul Georges-Pompidou păstrează una dintre două cele mai mari colecții de artă modernă și contemporană din lume, alături de cea a Museum of Modern Art din New York. Adăpostește importante galerii de expoziții temporare, săli de spectacole și de cinema, și prima bibliotecă de lectură publică din Europa.

## Expoziții
La Centrul Pompidou, în fiecare an, se organizează expoziții temporare, dedicate unor mari personalități culturale.
| - Henri Michaux (1978) - Dalí (1979) - Pollock (1982) - Bonnard (1984) - Kandinsky (1984) - Klee (1985) - Cy Twombly (1988) - Frank Stella (1988) - Andy Warhol (1990) - Max Ernst (1991) - Matisse (1993) - Joseph Beuys (1994) - Kurt Schwitters (1994) - Gasiorowski (1995) - Brancusi / Brâncuși (1995) - Sanejouand (1995) - Bob Morris (1995) - Francis Bacon (1996) - Fernand Léger (1997) - David Hockney (1998) - Philip Guston (2000) - Picasso (2000) - Jean Dubuffet (2001) - Roland Barthes (2002) - Max Beckmann (2002) - Nicolas de Stael (2003) - Sophie Calle (2003) - Cocteau (2003) - Philippe Starck (2003) - Miró (2004) - Charlotte Perriand (2005) - Robert Rauschenberg (2006) - Jean-Luc Godard (2006) - Yves Klein (2006) | - Hergé (2006) - Annette Messager (2007) - Richard Rogers (2007) - Samuel Beckett (2007) - David Claerbout (2007) - Julio González (2007) - Alberto Giacometti (2007) - Louise Bourgeois (2008) - Pol Abraham (2008) - Tatiana Trouvé (2008) - Miroslav Tichy (2008) - Dominique Perrault (2008) - Jean Gourmelin (2008) - Jacques Villeglé (2008) - Ron Arad (2008) - Alexander Calder (2009) - Kandinski (2009) - Pierre Soulages (2009) - Patrick Jouin (2010) - Erro (2010) - François Morellet, Réinstallations (2011) - Edvard Munch (2011) - Paris-Delhi-Bombay... (2011) - Danser sa vie (2011-2012) - Henri Matisse (2012) - Roy Lichtenstein (2013) - Pierre Huyghe (2013-2014) - Henri Cartier Bresson (2014) - Marcel Duchamp, chiar pictura (2014) - Gérard Fromanger (2016) - Paul Klee (2016) - Beat Generation (2016) - Walker Evans, fotograf (de la 26 aprilie la 14 august 2017) | - César, la rétrospective (2017-2018) - Chagall, Lissitzky, Malevici. Avangarda rusă la Vitebsk, 1918-1922 (2018) - UAM, o aventură modernă (2018) - Tadao Ando, le défi (2018) - Le Cubisme (2018-2019) - Préhistoire, une énigme moderne (2019) - Vasarely, le partage des formes (2019) - Dora Maar (2019) - Christian Boltanski, faire son temps (2019-2020) - Bacon, en toutes lettres (2019-2020) - Christo et Jeanne-Claude, Christo et Jeanne-Claude, Paris ! (2020) - Henri Matisse, Matisse, comme un roman (2020-2021) - Exposition Over the Rainbow (2023) - Norman Foster, Norman Foster (2023)}} |

Pe lângă expoziții temporare și retrospective, Centrul Cultural Pompidou oferă evenimente pe tot parcursul anului (cinema, spectacole, dans, teatru, concerte, dezbateri, conferințe, simpozioane) în colaborare cu Mnam/Cci, Ircam și Bpi.